# Saint-Goussaud

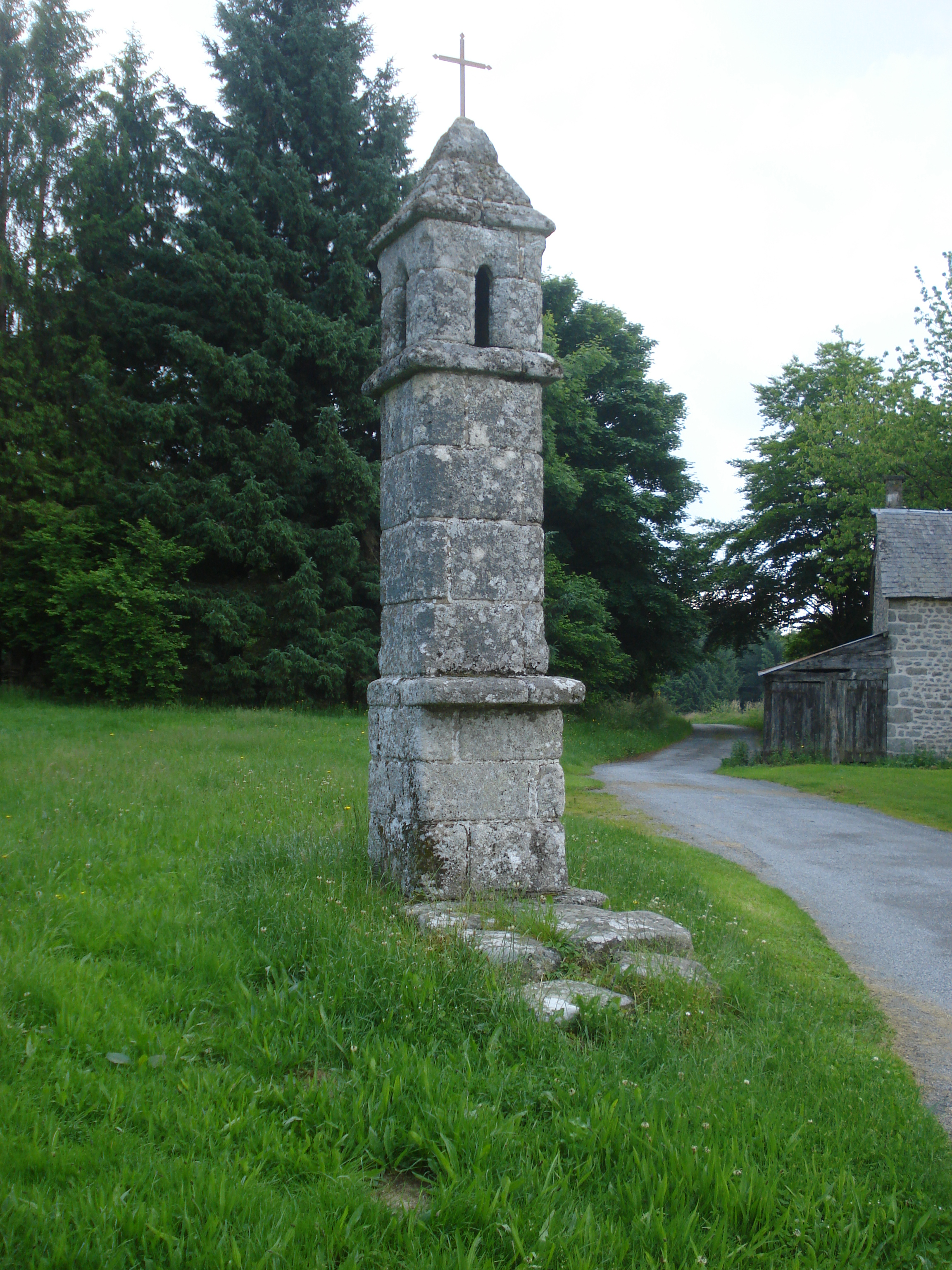
Kapliczka w Saint-Goussaud (2008)

Saint-Goussaud – miejscowość i gmina we Francji, w regionie Nowa Akwitania, w departamencie Creuse.
Według danych na rok 1990 gminę zamieszkiwało 238 osób, a gęstość zaludnienia wynosiła 10 osób/km² (wśród 747 gmin Limousin Saint-Goussaud plasuje się na 401. miejscu pod względem liczby ludności, natomiast pod względem powierzchni na miejscu 269.).

## Populacja

Populacja Saint-Goussaud w latach 1962–2008